# Melanitis helena
Melanitis helena är en fjärilsart som beskrevs av Carl Plötz 1880. Melanitis helena ingår i släktet Melanitis och familjen praktfjärilar. Inga underarter finns listade i Catalogue of Life.